# Emiratos Árabes Unidos en los Juegos Paralímpicos de Tokio 2020
Los Emiratos Árabes Unidos estuvieron representados en los Juegos Paralímpicos de Tokio 2020 por doce deportistas, siete hombres y cinco mujeres.

## Medallistas
El equipo paralímpico emiratí obtuvo las siguientes medallas:
| Nombre                 | Deporte   | Evento                                      |
| ---------------------- | --------- | ------------------------------------------- |
| Oro                    |           |                                             |
| Abdulá Sultan Alaryani | Tiro      | Rifle en tres posiciones 50 m SH1 masculino |
| Plata                  |           |                                             |
| Mohamed Hamadi         | Atletismo | 800 m T34 masculino                         |
| Bronce                 |           |                                             |
| Mohamed Hamadi         | Atletismo | 100 m T34 masculino                         |